# Montegrande (sitio arqueológico)
Montegrande es un sitio arqueológico situado en el departamento de Cajamarca, provincia de Jaén, Distrito de Jaén, en el Perú. Se trata de un templo o recinto de forma espiral, que data del 3000 a. C. y forma parte de una cultura que se extendió hasta el actual territorio ecuatoriano.

## Ubicación
Está situado a dos kilómetros al sureste de la ciudad de Jaén en el departamento de Cajamarca, provincia de Jaén, Distrito de Jaén.

## Cronología
El sitio tiene una antigüedad de más de 5300 años, es decir, se remonta al 3000 a. C., lo que le haría contemporáneo con Caral.

## Contexto
Montegrande formaba parte de una cultura que se desarrolló en una zona entre la frontera del Perú y Ecuador, más exactamente en las actuales provincias peruanas de Jaén (Cajamarca) y Bagua (Amazonas), y la provincia ecuatoriana de Zamora Chinchipe. A toda esa zona se le conoce como la cuenca binacional del Chinchipe-Marañón. Se ha propuesto denominar a esta manifestación cultural como Cultura Marañón.

## Investigaciones
Las investigaciones empezaron en el 2009, gracias al aporte de económico de la Comunidad Andina de Naciones que permitió reunir a ocho arqueólogos ecuatorianos, encabezados por Francisco Valdez, y a nueve arqueólogos peruanos, dirigidos por Quirino Olivera.
En el lado peruano, las investigaciones se realizaron en los sitios de Casual y Las Juntas, en Bagua, así como en Montegrande y San Isidro, en Jaén. Hasta entonces se creía que esos sitios eran solo de elevaciones naturales del terreno, encima de las cuales los Bracamoros (una cultura preinca) habían dejado algunos restos culturales. Nunca se pensó que en esa zona de la selva peruana hubiera restos de construcciones arquitectónicas mucho más antiguas, que se remontaran hasta los albores de la civilización andina. Solo el arqueólogo Julio C. Tello  (hacia 1920) había postulado el origen amazónico de la cultura andina, pero este planteamiento había sido ya refutado por diversos investigadores.
Encima de la elevación de Montegrande se hallaban los basamentos de una iglesia católica abandonada a medio construir. El lugar se había convertido en un botadero y fumadero. Se limpió el lugar, se removieron las construcciones modernas y se realizaron las excavaciones, que al principio sacaron a la luz escalinatas y pisos de color amarillo. Luego se removió una capa de arcilla y de cantos rodados, que pusieron al descubierto una impresionante estructura arquitectónica en forma de espiral. También en el transcurso de las excavaciones se hallaron los restos de un hombre que habría sido sacrificado antes de terminarse la construcción.
En los otros sitios investigados por el proyecto arqueológico binacional, se hicieron también importantes descubrimientos. En San Isidro se descubrió la sepultura de un personaje principal; en Casual y Las Juntas se hallaron pinturas  murales. En el lado ecuatoriano, se descubrió en el sitio Santa Ana-La Florida, en el cantón Palanda, una estructura arquitectónica en espiral, semejante a Montegrande, en donde se hallaba la tumba de un personaje principal, así como evidencias del cultivo de cacao que se remontan de 5000 a 5300 años aproximadamente, es decir, 1500 años más antiguas que las halladas en México (hasta entonces se consideraba al cacao domesticado como de origen mesoamericano).

## Construcción en forma de espiral
El recinto hallado en Montegrande es de forma de espiral y está construido con adobe y cantos rodados. Se trataría de un templo ceremonial, debajo del cual se supone que existe la tumba de un personaje importante, posiblemente un sacerdote o curandero. Esta suposición se basa en el hecho de que se han hallado restos humanos de esas características en Palanda y San Isidro.
La forma de espiral parece tener un significado especial en las creencias mágico-religiosas del mundo andino. Los arqueólogos creen que representa a una serpiente enroscada, simbolismo que también aparece en otros sitios cercanos. La forma de espiral también se ve reflejada en las famosas líneas de Nazca (geoglifo del mono); y es la forma del caracol o Spondylus, extraído de la costa ecuatoriana, que también ha sido hallado en Jaén y Bagua, lo que demuestra el intercambio comercial que había desde esa remota época entre los actuales territorios de Perú y Ecuador.

## Conservación
La sorprendente conservación de los restos arquitectónicos de Montegrande, en medio de una zona azotada periódicamente por lluvias torrenciales y teniendo en cuenta los milenios transcurridos, se debe al hecho que la gente de esa lejana época decidió sellar el recinto cubriéndolo con arcilla y canto rodado, formándose así una cubierta impermeable.  Lo mismo ocurrió en los otros sitios de la misma cultura. La razón por la que clausuraron los templos o recintos, enterrándolos, constituye un misterio. Algo así se ha dado también en otras culturas antiguas, tanto del Perú como del mundo (por ejemplo, en Gobekli Tepe).

## La presencia del cacao
Aunque no se han hallado vestigios del cultivo del cacao en Montegrande, se supone que también se dio allí, al igual que en Palanda, el otro sitio de la misma cultura ubicado en suelo ecuatoriano. Además, artefactos hallados en forma del fruto del cacao abonaría más a favor de esta tesis. Actualmente, en la zona de Jaén y Bagua, se cultiva un cacao de aroma fino que se exporta a los Estados Unidos y Europa.

## Eje turístico binacional
El proyecto arqueológico de Montegrande ha contado desde 2016 con el apoyo económico del Plan Binacional de Desarrollo Perú-Ecuador (iniciativa bilateral de los gobiernos de dichos países), así como de la Municipalidad de Jaén, en coordinación con el Ministerio de Cultura del Perú.
Debido a la importancia de estos descubrimientos, que sin duda habrán de reescribir parte de la historia del Perú Antiguo, los investigadores han planteado la creación de un eje turístico binacional, que se extendería desde Palanda, en suelo ecuatoriano, pasando por las provincias peruanas de San Ignacio y Jaén, en Cajamarca, y Bagua, Utcubamba y Chachapoyas, en Amazonas, abarcando las famosas ruinas de Kuelap.